# Marek Błaszczyk (muzyk)
Marek Artur Błaszczyk (ur. 28 października 1958 we Wrocławiu, zm. 16 stycznia 2020 w Walimiu) – polski basista jazzowy i rozrywkowy, muzyk sesyjny.

## Życiorys
W wieku 5 lat rozpoczął naukę gry na fortepianie w Państwowej Szkole Muzycznej I st. przy ul. Powstańców Śląskich we Wrocławiu. Studiował na Wydziale Elektroniki Politechniki Wrocławskiej. W latach 1977–1982 był członkiem grup działających w środowisku studenckim i występujących w klubach: ZSP Pałacyk, Rura i Centrum Kultury Studenckiej „Fosa”. W tym ostatnim po ukończeniu studiów pracował jako instruktor muzyczny. Pod koniec nauki w Liceum Ogólnokształcącym był współzałożycielem zespołów Pieprz (powstał w 1980 i działał przy Centrum Kultury Studenckiej „Fosa”; uczestnik II Ogólnopolskiego Festiwalu Muzyki Młodej Generacji w Jarocinie w 1981) i Mistake of Spy (udział w przeglądzie Jazz Juniors i w festiwalu Jarocinie). W okresie studiów był basistą zespołów: Terra, Qubee (inaczej Kuby) pod kier. Janusza Góralskiego (powstał w marcu 1980 i działał w Pałacyku; uczestnik I Ogólnopolskiego Przeglądu Muzyki Młodej Generacji w Jarocinie w 1980), Easy Rider oraz współzałożycielem formacji Funk Factory pod kier. Tadeusza Nestorowicza, zorientowanej na wykonywanie jazzu nowoczesnego (laureat Jazz Juniors '83 – w grudniu 1982 roku zespół zarejestrował w Polskim Radio Wrocław następujące utwory: As long as i've got your love, Zwierzenia kelnera, Imieniny cioci, Zemsta piekarza, Dwa wampiry, Zimny prysznic, Lubię rocka, Maliny Stasia, Dziesięć pięter w dół). Jako muzyk sesyjny brał udział m.in. w nagraniach płytowych, nagrywał także muzykę teatralną oraz przez kilka lat był członkiem grupy Poerox pod kier. m.in. Waldemara „Ace” Mleczki. W drugiej połowie lat 80. wszedł w skład big-bandu Alex Band pod dyr. Aleksandra Maliszewskiego, który akompaniował wykonawcom podczas KFPP w Opolu i MFP w Sopocie, a także występował na Festiwalu Piosenki Polskiej w Witebsku, Międzynarodowym festiwalu cyrkowym w Monte Carlo oraz w szwajcarskim cyrku „Knie” w 1989 roku. Zaś kilka lat później w niemieckim cyrku „Krone”. Po opuszczeniu Alex Bandu, muzyk wszedł w skład orkiestry Kukla Band, z którą występował podczas kilkunastu edycji festiwali w Opolu, Sopocie i Festiwalu Piosenki Żołnierskiej w Kołobrzegu oraz dokonał licznych nagrań radiowych i telewizyjnych. W pierwszej połowie lat 90. przez okres pięciu lat był członkiem zespołu Walk Away z którym wielokrotnie koncertował w kraju, jak i za granicą, dokonał nagrań radiowych i telewizyjnych oraz występował jako support Milesa Davisa podczas jego tournée po Niemczech. Poza tym grał m.in. w formacjach Jacques de Lousse i Second Line. Przez wiele lat współpracował z Ryszardem Rynkowskim, jako członek jego zespołu akompaniującego.